# Marek Rodák
Marek Rodák (Košice, 13 dicembre 1996) è un calciatore slovacco, portiere dell'Al-Ettifaq e della nazionale slovacca.

## Carriera

### Club
È stato tesserato dal Fulham nel luglio 2013 ed inserito nella propria Academy.
Il 15 gennaio 2016, è passato in prestito al Welling Utd fino al termine della stagione. Nel gennaio 2017 è stato ceduto in prestito all'Accrington Stanley fino alla fine della stagione 2016–17.
Ha esordito con il Fulham in una partita di Coppa di Lega contro il Wycombe l'8 agosto 2017. Più tardi nello stesso mese, è stato ceduto in prestito al Rotherham Utd per il resto della stagione. Ha debuttato con il Rotherham il 9 settembre nella vittoria per 3–2 in casa contro il Bury. Il 25 luglio 2018, è tornato ai Millers nuovamente in prestito.
Il 5 giugno 2024, il Fulham ha annunciato che Rodák avrebbe lasciato il club alla scadenza del suo contratto. Il 25 luglio 2024 ha firmato un contratto triennale con il club della Saudi Pro League, Al-Ettifaq.

### Nazionale
Ha partecipato agli Europei Under-21 del 2017 ed agli Europei del 2020.
È stato convocato nella squadra nazionale slovacca per Euro 2024.

## Statistiche

### Presenze e reti nei club
Statistiche aggiornate al 5 ottobre 2024.
| Stagione             | Squadra              | Campionato           | Campionato | Campionato | Coppe nazionali | Coppe nazionali | Coppe nazionali | Coppe continentali | Coppe continentali | Coppe continentali | Altre coppe | Altre coppe | Altre coppe | Totale | Totale |
| Stagione             | Squadra              | Comp                 | Pres       | Reti       | Comp            | Pres            | Reti            | Comp               | Pres               | Reti               | Comp        | Pres        | Reti        | Pres   | Reti   |
| -------------------- | -------------------- | -------------------- | ---------- | ---------- | --------------- | --------------- | --------------- | ------------------ | ------------------ | ------------------ | ----------- | ----------- | ----------- | ------ | ------ |
| gen.-mar. 2015       | Farnborough          | CLS                  | 5          | -10        | -               | -               | -               | -                  | -                  | -                  | -           | -           | -           | 5      | -10    |
| gen.-giu. 2016       | Welling Utd          | NL                   | 17         | -33        | -               | -               | -               | -                  | -                  | -                  | -           | -           | -           | 17     | -33    |
| gen.-giu. 2017       | Accrington Stanley   | FL2                  | 20         | -24        | FACup           | 1               | -1              | -                  | -                  | -                  | -           | -           | -           | 21     | -25    |
| ago. 2017            | Fulham               | FL2                  | 0          | 0          | CdL             | 1               | 0               | -                  | -                  | -                  | -           | -           | -           | 1      | 0      |
| set. 2017-2018       | Rotherham Utd        | FL1                  | 35+3       | -39 + -3   | FACup           | 0               | 0               | -                  | -                  | -                  | -           | -           | -           | 38     | -42    |
| 2018-2019            | Rotherham Utd        | FLC                  | 45         | -81        | FACup+CdL       | 1+0             | -7 + 0          | -                  | -                  | -                  | -           | -           | -           | 46     | -88    |
| Totale Rotherham Utd | Totale Rotherham Utd | Totale Rotherham Utd | 80+3       | -120 + -3  |                 | 1               | -7              |                    | -                  | -                  |             | -           | -           | 84     | -130   |
| 2019-2020            | Fulham               | FLC                  | 33+3       | -33 + -3   | FACup+CdL       | 2+1             | -5 + -1         | -                  | -                  | -                  | -           | -           | -           | 39     | -42    |
| 2020-2021            | Fulham               | PL                   | 2          | -5         | FACup+CdL       | 2+2             | -3 + -3         | -                  | -                  | -                  | -           | -           | -           | 6      | -11    |
| 2021-2022            | Fulham               | FLC                  | 33         | -26        | FACup+CdL       | 0+2             | 0               | -                  | -                  | -                  | -           | -           | -           | 35     | -26    |
| 2022-2023            | Fulham               | PL                   | 2          | -2         | FACup+CdL       | 4+1             | -3 + -2         | -                  | -                  | -                  | -           | -           | -           | 7      | -7     |
| 2023-2024            | Fulham               | PL                   | 0          | 0          | FACup+CdL       | 2+3             | -2 + -3         | -                  | -                  | -                  | -           | -           | -           | 5      | -5     |
| Totale Fulham        | Totale Fulham        | Totale Fulham        | 70+3       | -66 + -3   |                 | 20              | -22             |                    | -                  | -                  |             | -           | -           | 93     | -91    |
| 2024-2025            | Al-Ettifaq           | SPL                  | 6          | -6         | KC              | 1               | 0               | -                  | -                  | -                  | -           | -           | -           | 7      | -6     |
| Totale carriera      | Totale carriera      | Totale carriera      | 198+6      | -259 + -6  |                 | 23              | -30             |                    | -                  | -                  |             | -           | -           | 227    | -295   |

### Cronologia presenze e reti in nazionale
| Cronologia completa delle presenze e delle reti in nazionale ― Slovacchia | Cronologia completa delle presenze e delle reti in nazionale ― Slovacchia | Cronologia completa delle presenze e delle reti in nazionale ― Slovacchia | Cronologia completa delle presenze e delle reti in nazionale ― Slovacchia | Cronologia completa delle presenze e delle reti in nazionale ― Slovacchia | Cronologia completa delle presenze e delle reti in nazionale ― Slovacchia | Cronologia completa delle presenze e delle reti in nazionale ― Slovacchia | Cronologia completa delle presenze e delle reti in nazionale ― Slovacchia |
| Data                                                                      | Città                                                                     | In casa                                                                   | Risultato                                                                 | Ospiti                                                                    | Competizione                                                              | Reti                                                                      | Note                                                                      |
| ------------------------------------------------------------------------- | ------------------------------------------------------------------------- | ------------------------------------------------------------------------- | ------------------------------------------------------------------------- | ------------------------------------------------------------------------- | ------------------------------------------------------------------------- | ------------------------------------------------------------------------- | ------------------------------------------------------------------------- |
| 7-9-2020                                                                  | Netanya                                                                   | Israele                                                                   | 1 – 1                                                                     | Slovacchia                                                                | Qual. Euro 2020                                                           | -1                                                                        |                                                                           |
| 8-10-2020                                                                 | Bratislava                                                                | Slovacchia                                                                | 0 – 0                                                                     | Irlanda                                                                   | Qual. Euro 2020                                                           | -                                                                         |                                                                           |
| 12-11-2020                                                                | Belfast                                                                   | Irlanda del Nord                                                          | 1 – 2                                                                     | Slovacchia                                                                | Qual. Euro 2020                                                           | -1                                                                        | 117’                                                                      |
| 15-11-2020                                                                | Trnava                                                                    | Slovacchia                                                                | 1 – 0                                                                     | Scozia                                                                    | UEFA Nations League 2020-2021 - 1º turno                                  | -                                                                         |                                                                           |
| 18-11-2020                                                                | Plzeň                                                                     | Rep. Ceca                                                                 | 2 – 0                                                                     | Slovacchia                                                                | UEFA Nations League 2020-2021 - 1º turno                                  | -2                                                                        |                                                                           |
| 1-6-2021                                                                  | Ried im Innkreis                                                          | Slovacchia                                                                | 1 – 1                                                                     | Bulgaria                                                                  | Amichevole                                                                | -                                                                         | 46’                                                                       |
| 1-9-2021                                                                  | Lubiana                                                                   | Slovenia                                                                  | 1 – 1                                                                     | Slovacchia                                                                | Qual. Mondiali 2022                                                       | -1                                                                        |                                                                           |
| 4-9-2021                                                                  | Bratislava                                                                | Slovacchia                                                                | 0 – 1                                                                     | Croazia                                                                   | Qual. Mondiali 2022                                                       | -1                                                                        |                                                                           |
| 7-9-2021                                                                  | Bratislava                                                                | Slovacchia                                                                | 2 – 0                                                                     | Cipro                                                                     | Qual. Mondiali 2022                                                       | -                                                                         |                                                                           |
| 8-10-2021                                                                 | Kazan'                                                                    | Russia                                                                    | 1 – 0                                                                     | Slovacchia                                                                | Amichevole                                                                | -1                                                                        |                                                                           |
| 11-10-2021                                                                | Zagabria                                                                  | Croazia                                                                   | 2 – 2                                                                     | Slovacchia                                                                | Qual. Mondiali 2022                                                       | -2                                                                        | 70’                                                                       |
| 11-11-2021                                                                | Trnava                                                                    | Slovacchia                                                                | 2 – 2                                                                     | Slovenia                                                                  | Qual. Mondiali 2022                                                       | -2                                                                        |                                                                           |
| 25-3-2022                                                                 | Oslo                                                                      | Norvegia                                                                  | 2 – 0                                                                     | Slovacchia                                                                | Amichevole                                                                | -2                                                                        |                                                                           |
| 3-6-2022                                                                  | Novi Sad                                                                  | Bielorussia                                                               | 0 – 1                                                                     | Slovacchia                                                                | UEFA Nations League 2022-2023 - 1º turno                                  | -                                                                         |                                                                           |
| 7-6-2022                                                                  | Trnava                                                                    | Slovacchia                                                                | 0 – 1                                                                     | Kazakistan                                                                | UEFA Nations League 2022-2023 - 1º turno                                  | -1                                                                        |                                                                           |
| 10-6-2022                                                                 | Baku                                                                      | Azerbaigian                                                               | 0 – 1                                                                     | Slovacchia                                                                | UEFA Nations League 2022-2023 - 1º turno                                  | -                                                                         |                                                                           |
| 13-6-2022                                                                 | Nur-Sultan                                                                | Kazakistan                                                                | 2 – 1                                                                     | Slovacchia                                                                | UEFA Nations League 2022-2023 - 1º turno                                  | -2                                                                        |                                                                           |
| 22-9-2022                                                                 | Trnava                                                                    | Slovacchia                                                                | 1 – 2                                                                     | Azerbaigian                                                               | UEFA Nations League 2022-2023 - 1º turno                                  | -2                                                                        |                                                                           |
| 25-9-2022                                                                 | Bačka Topola                                                              | Slovacchia                                                                | 1 – 1                                                                     | Bielorussia                                                               | UEFA Nations League 2022-2023 - 1º turno                                  | -1                                                                        |                                                                           |
| 19-11-2023                                                                | Zenica                                                                    | Bosnia ed Erzegovina                                                      | 1 – 2                                                                     | Slovacchia                                                                | Qual. Euro 2024                                                           | -1                                                                        |                                                                           |
| 26-3-2024                                                                 | Oslo                                                                      | Norvegia                                                                  | 1 – 1                                                                     | Slovacchia                                                                | Amichevole                                                                | -1                                                                        |                                                                           |
| 5-6-2024                                                                  | Wiener Neustadt                                                           | Slovacchia                                                                | 4 – 0                                                                     | San Marino                                                                | Amichevole                                                                | -                                                                         |                                                                           |
| 11-10-2024                                                                | Bratislava                                                                | Slovacchia                                                                | 2 – 2                                                                     | Svezia                                                                    | UEFA Nations League 2024-2025 - 1º turno                                  | -2                                                                        |                                                                           |
| 14-10-2024                                                                | Baku                                                                      | Azerbaigian                                                               | 1 – 3                                                                     | Slovacchia                                                                | UEFA Nations League 2024-2025 - 1º turno                                  | -1                                                                        |                                                                           |
| 10-6-2025                                                                 | Debrecen                                                                  | Israele                                                                   | 1 – 0                                                                     | Slovacchia                                                                | Amichevole                                                                | -1                                                                        |                                                                           |
| Totale                                                                    |                                                                           | Presenze                                                                  | 25                                                                        |                                                                           | Reti                                                                      | -25                                                                       |                                                                           |

## Palmarès

### Club

#### Competizioni nazionali
- Campionato inglese di seconda divisione: 1

Fulham: 2021-2022